# XXIII típusú német tengeralattjáró
Az XXIII típusú német tengeralattjárókat arra tervezték, hogy az Északi-, a Fekete-, vagy a Földközi-tenger azon sekélyebb pontjain tevékenykedjenek, ahol a nagyobb, XXI típusú tengeralattjárók már veszélyben lettek volna. Az XXIII típusú U-bootok olyan kicsik voltak, hogy mindössze két torpedót vittek magukkal, amelyeket kívülről kellett betölteni.

## Története
Az első XXIII típusú tengeralattjáró az U–2321 volt, melyet a hamburgi Deutsche Werft hajógyárban építettek, és 1944. április 17-én bocsátották vízre. Ez volt az egyike annak a hat tengeralattjárónak, mely a Brit-szigetek partjainál végzett őrjáratokat, 1945 elején. Ezt követően még negyvennyolc tengeralattjárót építettek a Deutsche Werf gyárban, valamint tizenhármat a kieli Germaniawerfthajógyárában. Az utolsó vízrebocsátott XXIII típusú U-boot az U–4712 volt, melynek vízrebocsátására 1945. április 19-én került sor.
Az XXIII típusú búvárnaszádok első őrjáratára 1945. január 29-én került sor, mikor az U–2324 bevetésre indult. Az utolsó ellenséges hajót a Klusmeier hadnagy irányítása alatt álló U–2336 süllyesztette el május 7-én, mikor megtorpedózott egy brit és egy norvég teherhajót a Firth of Forth-ban.
A hat hadrendbe állított XXIII típusú U-boot – az U–2321, az U–2322, az U–2324, az U–2326, az U–2329 és az U–2336 – közül egyet sem sikerült a szövetségeseknek elsüllyeszteni. Ezek a tengeralattjárók együtt öt ellenséges hajót süllyesztettek el, melyek együttes vízkiszorítása 14 601 tonna volt.
Hét darab XXIII típusú tengeralattjáró süllyedt el különböző okok miatt:
- Az U–2323 1944. július 26-án süllyedt el, miután tengeri aknának ütközött.
- Az U–2331 1944. október 10-én süllyedt el, egy kiképzés közben történt balesetben.
- Az U–2338 volt az egyetlen XXIII típusú tengeralattjáró, melyet ellenséges erők süllyesztettek el. 1945. május 4-én egy brit Beaufighter típusú repülőgép megölte a legénység 12 tagját, majd a dániai Fredericia partjainál, elsüllyesztette az U-bootot mielőtt az őrjáratra indult volna.
- Az U–2342 1944. december 26-án süllyedt el, miután tengeri aknának ütközött.
- Az U–2344 az U–2336-tal való ütközés után süllyedt el, 1945. február 18-án.
- Az U–2351 1945 áprilisában, bombatalálat következtében süllyedt el.
- Az U–2367 1945. május 5-én süllyedt el, miután összeütközött egy azonosítatlan tengeralattjáróval.

1945 májusának elején 31 darab XXIII típusú tengeralattjárót süllyesztett el legénysége. Húsz U-boot megadta magát a szövetségeseknek, melyeket később a Deadlight hadművelet során megsemmisítettek. Mindössze három XXIII típusú U-boot élte túl a háborút, melyeket később a szövetségesek állítottak hadrendbe. Ezek az U–2326 (a későbbi brit N–35 tengeralattjáró), az U–2353 (a későbbi brit N–37 tengeralattjáró), és az U–4706 (a későbbi norvég Knerten tengeralattjáró).